# Westbank
Westbank är en ort i Kanada.   Den ligger i provinsen British Columbia, i den södra delen av landet, 3 300 km väster om huvudstaden Ottawa. Westbank ligger 415 meter över havet och antalet invånare är 3 930. Den ligger vid sjön Okanagan Lake.
Terrängen runt Westbank är varierad. Runt Westbank är det mycket glesbefolkat, med 4 invånare per kvadratkilometer.. Närmaste större samhälle är Kelowna, 11,3 km nordost om Westbank.
I omgivningarna runt Westbank växer i huvudsak barrskog.